# Numidia (Pennsilvània)
Numidia és una concentració de població designada pel cens dels Estats Units a l'estat de Pennsilvània. Segons el cens del 2000 tenia 254 habitants.

## Demografia
Segons el cens del 2000, Numidia tenia 254 habitants, 104 habitatges, i 74 famílies. La densitat de població era de 92,5 habitants/km².
Dels 104 habitatges en un 30,8% hi vivien nens de menys de 18 anys, en un 65,4% hi vivien parelles casades, en un 3,8% dones solteres, i en un 28,8% no eren unitats familiars. En el 27,9% dels habitatges hi vivien persones soles el 16,3% de les quals corresponia a persones de 65 anys o més que vivien soles. El nombre mitjà de persones vivint en cada habitatge era de 2,44 i el nombre mitjà de persones que vivien en cada família era de 2,99.
Per edats la població es repartia de la següent manera: un 24,8% tenia menys de 18 anys, un 5,1% entre 18 i 24, un 28,7% entre 25 i 44, un 20,5% de 45 a 60 i un 20,9% 65 anys o més.
L'edat mediana era de 42 anys. Per cada 100 dones de 18 o més anys hi havia 92,9 homes.
La renda mediana per habitatge era de 41.875 $ i la renda mediana per família de 46.750 $. Els homes tenien una renda mediana de 36.042 $ mentre que les dones 24.375 $. La renda per capita de la població era de 15.160 $. Entorn del 5,5% de les famílies i el 6,4% de la població estaven per davall del llindar de pobresa.

## Poblacions més properes
El següent diagrama mostra les poblacions més properes.